# Horst (Bergisch Gladbach)
Horst ist ein Ortsteil im Stadtteil Herkenrath von Bergisch Gladbach.

## Geschichte
Die Hofstelle Horst ist wahrscheinlich in der karolingischen Rodeepoche zwischen 1000 und 1300 entstanden. Sie zählte zum Hofverband und Hofgericht des Herkenrather Fronhofs. Seit 1690 war Horst ein Kirchengut der Herkenrather Kirche. Im Urkataster war es unter dem Namen Auf der Horst verzeichnet. 1905 bestand die Hofstelle aus einem Gebäude mit fünf Einwohnern. Der Siedlungsname geht auf das alt- und mittelhochdeutsche „hurst/hürste“ (= Gesträuch, Hecke, Dickicht) zurück.
Laut der Uebersicht des Regierungs-Bezirks Cöln besaß der als Bauergut kategorisierte Ort 1845 ein Wohnhaus. Zu dieser Zeit lebten fünf Einwohner im Ort, alle katholischen Glaubens.